# Актиноидное сжатие
Актино́идное сжа́тие — явление уменьшения атомных и ионных радиусов актиноидов с ростом атомного номера. Аналогичный эффект — лантаноидное сжатие — наблюдается в ряду лантаноидов.
Основная причина актиноидного сжатия заключается том, что у актиноидов, начиная с протактиния, при росте атомного номера электроны заполняют не 6d-орбиталь, а сравнительно глубоко расположенную 5f-орбиталь. Заряд ядра недостаточно экранируется от внешних (7s, 6s, 6p, 6d) электронов, поэтому его рост с увеличением атомного номера приводит к уменьшению радиуса 7s-орбитали и орбиталей с главным квантовым числом 6.
| Элемент / Z                        | Ac / 89    | Th / 90    | Pa / 91       | U / 92        | Np / 93       | Pu / 94    | Am / 95    | Cm / 96       | Bk / 97    | Cf / 98     | Es / 99     | Fm / 100    | Md / 101    | No / 102    | Lr / 103       |
| ---------------------------------- | ---------- | ---------- | ------------- | ------------- | ------------- | ---------- | ---------- | ------------- | ---------- | ----------- | ----------- | ----------- | ----------- | ----------- | -------------- |
| Электронная конфигурация атома     | [Rn]6d17s2 | [Rn]6d27s2 | [Rn]5f26d17s2 | [Rn]5f36d17s2 | [Rn]5f46d17s2 | [Rn]5f67s2 | [Rn]5f77s2 | [Rn]5f76d17s2 | [Rn]5f97s2 | [Rn]5f107s2 | [Rn]5f117s2 | [Rn]5f127s2 | [Rn]5f137s2 | [Rn]5f147s2 | [Rn]5f146d17s2 |
| Электронная конфигурация иона An3+ | [Rn]       | [Rn]5f1    | [Rn]5f2       | [Rn]5f3       | [Rn]5f4       | [Rn]5f5    | [Rn]5f6    | [Rn]5f7       | [Rn]5f8    | [Rn]5f9     | [Rn]5f10    | [Rn]5f11    | [Rn]5f12    | [Rn]5f13    | [Rn]5f14       |
| Радиус иона An3+, пм               | 107,1      | 105,1      | 103,4         | 100,5         | 98,6          | 97,4       | 96,2       | 94,6          | 93,5       | 96,2        | 95,3        | 94,3        | 93,4        | 92,8        | 92,1           |

В результате актиноидного сжатия первые трансактиноидные элементы должны обладать радиусами, близкими к их гомологам из 6-го периода.